# Jacey Harper
Jacey Harper (20 maggio 1980) è un ex velocista trinidadiano.

## Palmarès

### Mondiali
- 2 medaglie:
  - 2 argenti (Edmonton 2001 nella staffetta 4x100 metri; Helsinki 2005 nella staffetta 4x100 metri)

### Campionati centramericani e caraibici
- 3 medaglie:
  - 1 oro (Nassau 2005 nella staffetta 4x100 metri)
  - 2 bronzi (Città del Guatemala 2001 nei 100 metri piani; Cartagena 2006 nei 100 metri piani)